# Трьох-Святительська церква (Чернівці)

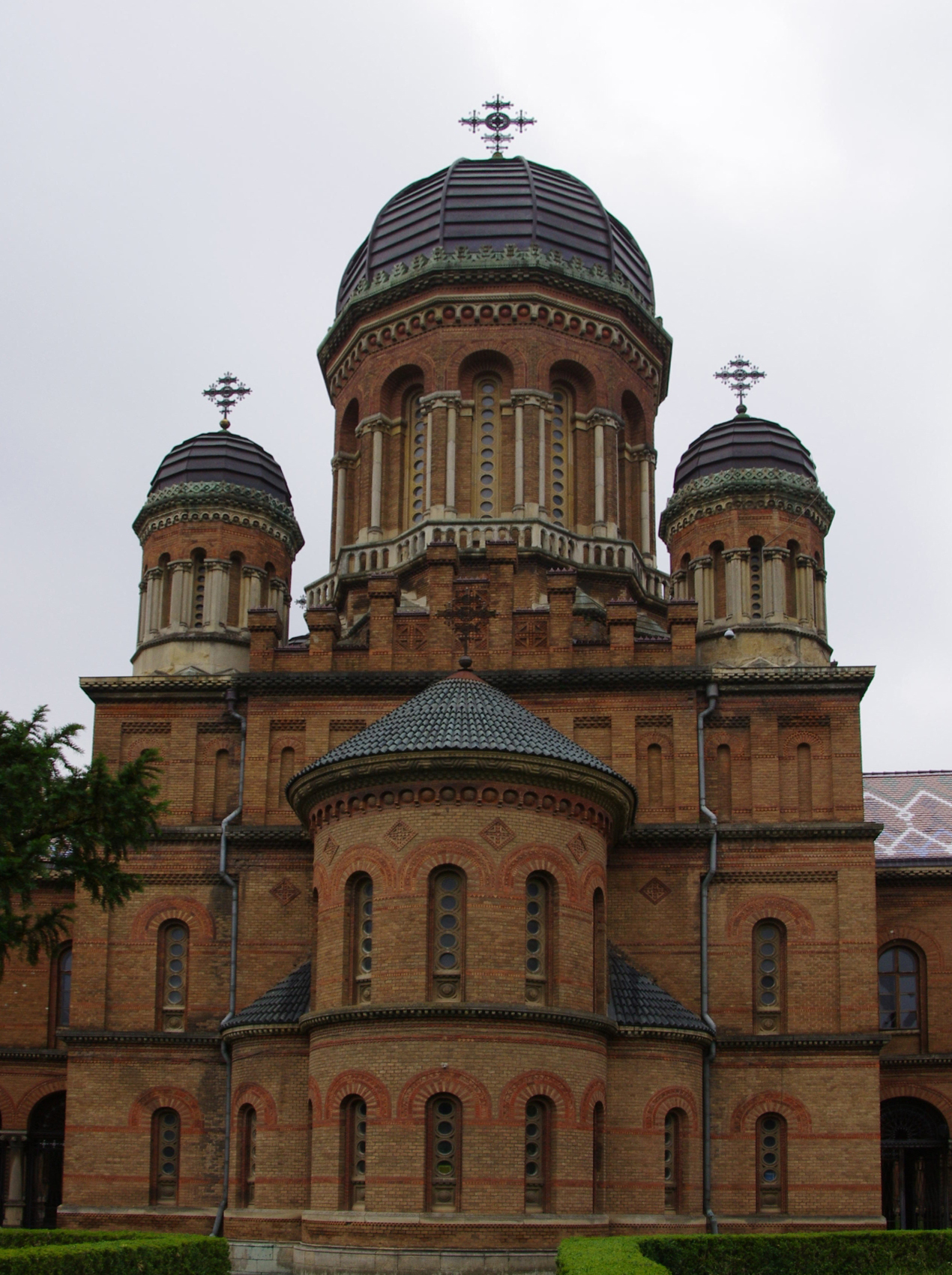
Екстер'єр церкви

Трьох-Святительська церква (Семінарська церква) — зведений у 1882 році, діючий православний храм Чернівецько-Буковинської єпархії Православної церкви України, 24 серпня 1963 року визнаний пам'яткою архітектури національного значення (ох. № 778/3).
28 червня 2011 року на 35-й сесії комітету ЮНЕСКО церкву, як складову частину архітектурного ансамблю Резиденції митрополитів Буковини і Далмації, було включено до списку Світової спадщини.

## Назва
Назва храму відсилає нас до Свята Трьох Святителів

## Архітектурні особливості

### Екстер'єр
П'ятикупольну з конхою церкву зведено у візантійському стилі з елементами еклектики. Цегляна культова споруда у плані являє собою витягнутий зі сходу на захід прямокутник з абсидою й примикаючими до неї напівкруглими приміщеннями. Основою центрального куполу служить барабан, оформлений аркатурним поясом з вітражами та карнизами. На куполах встановлено стилізовані «константинопольські хрести» (герб Константинопольського патріархату).
Парадний вхід має вигляд порталу з аркою та колонами. Окрім того, в оздоблені ризаліту присутні вітражі, різьблення по каменю, карнизи. Завершенням служить величне п'ятиглавіє, вінцем якого є масивний кам'яний «константинопольський хрест», в якому також є ознаки відразу кількох типів хрестів — грецького, мальтійського та кельтського.

### Інтер'єр

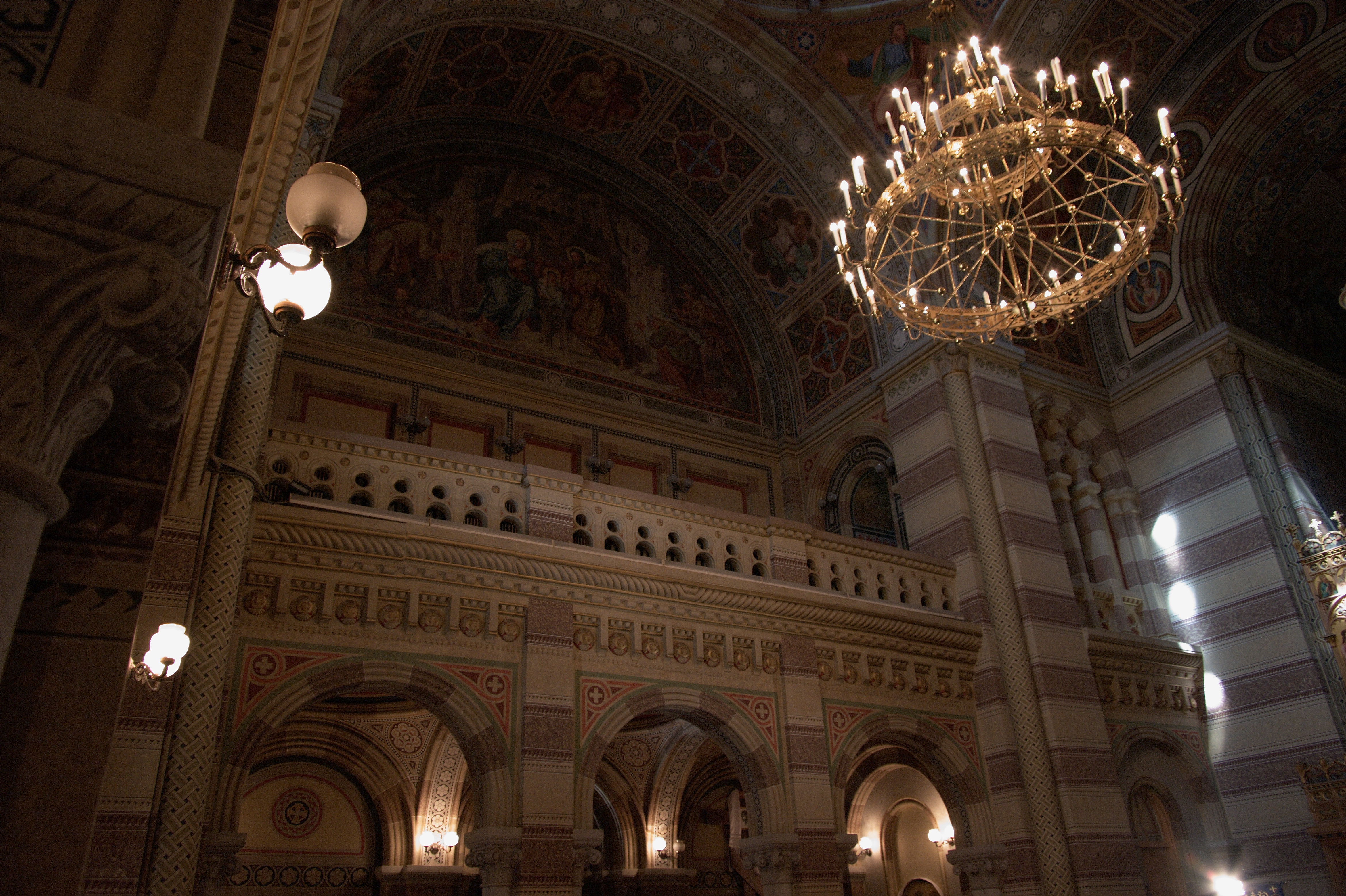
Інтер'єр та панікадило

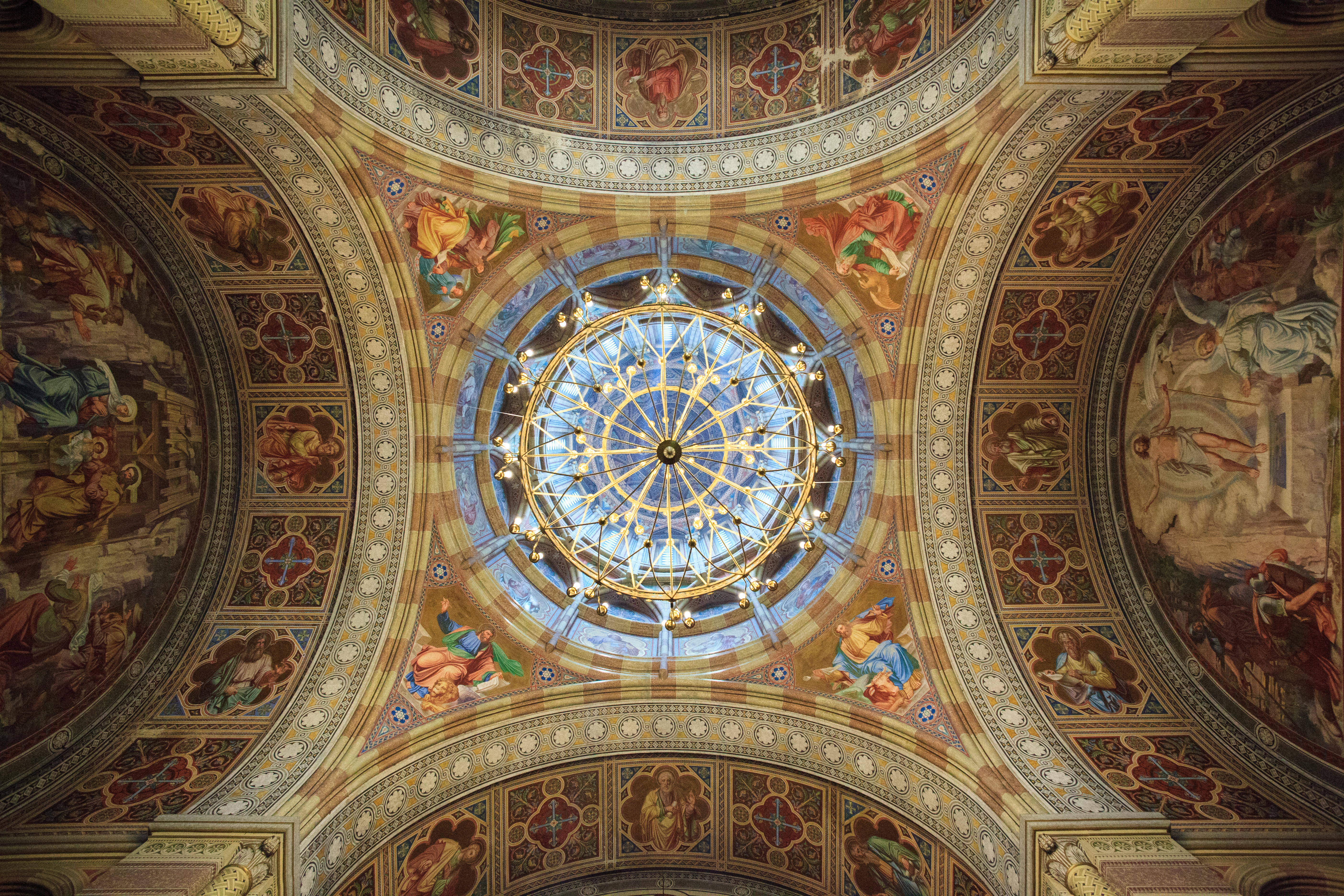
Стінопис на стелі

У вирішенні інтер'єру поєднуються принципи глибинного і висотного розкриття внутрішнього простору. Світловий барабан за допомогою арок і вітрил спирається на чотири міцні пілони. Пучкові колони відокремлюють центральну наву від вузьких бічних.
Захоплюючим є внутрішнє оздоблення храму, яке вирізняється пишністю обробки, є багатим на різьблення, позолоту, живопис у постакадемічному стилі.
Скульптор Анна Гофман виготовила ліпні прикраси для дванадцятьох капітелів. Художнім розписом церкви займалися Карл Йобст та Епамінандос Бучевський. Пензлю першого належать біблійні сюжети: «Різдво Христове», «Воскресіння Христа» і «Сходження Святого Духа», а також чотири Євангеліста, що розміщені на бокових стінах та в абсиді вівтаря. Інший розмалював інтер'єр геометричним орнаментом, що нагадує малюнки буковинських писанок, килимів, рушників.
Оригінальною є форма кам'яного престолу, що має форму прямокутного куба, який стоїть на основі й накритий так само кам'яною кришкою з дерев'яним верхом.
Завдяки продуманій архітектурній конструкції у храмі чудова акустика, через що він став улюбленим місцем шанувальників церковного співу.

### Іконостас

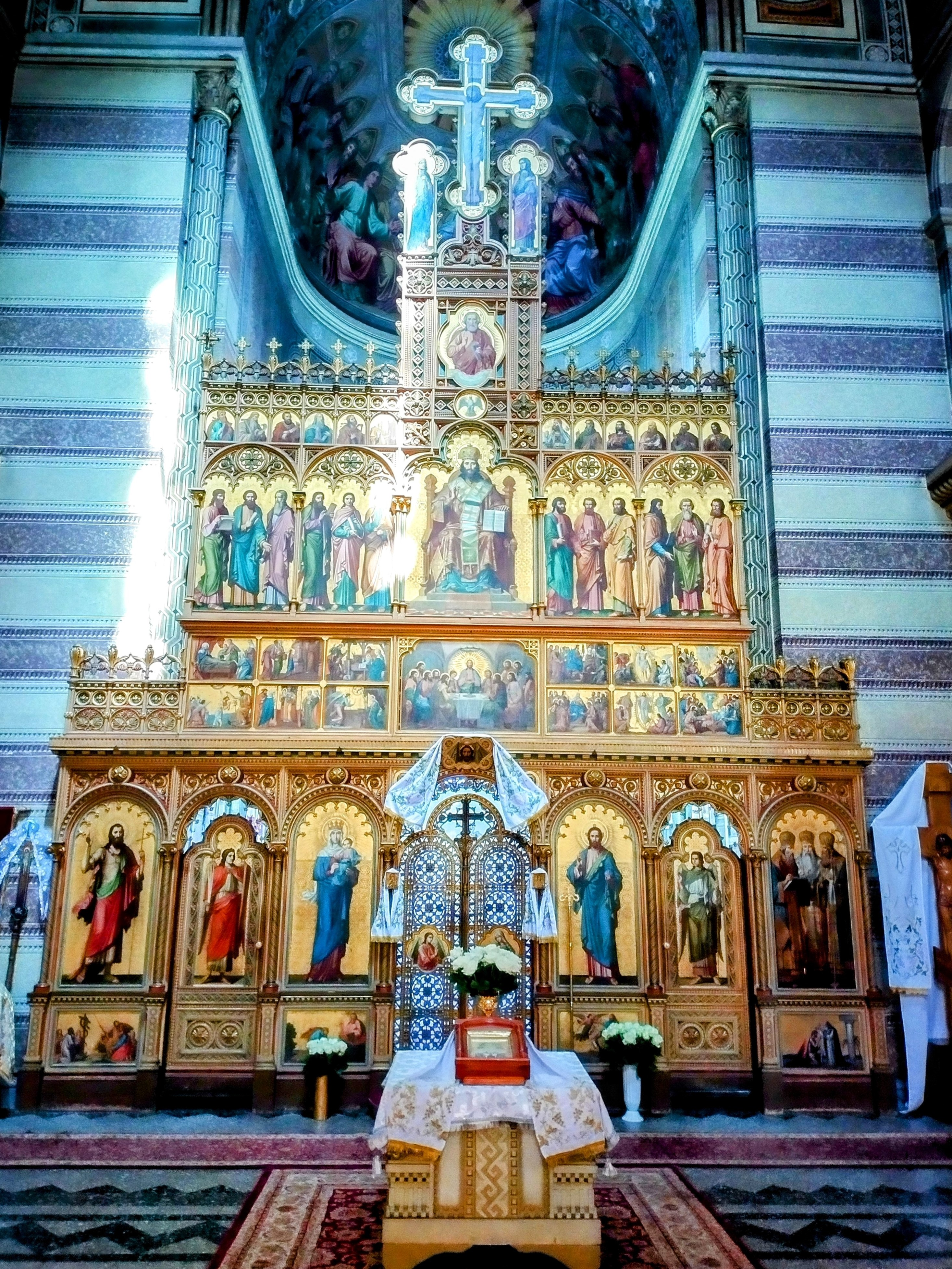
Головний вівтар та іконостас

Домінантою церкви є вишуканий п'яти-ярусний іконостас, наповнений іконами відповідно до православних церковних канонів.
Нижній (перший) ярус формується за рахунок ікон із старозаповітними сюжетами. На царських вратах зображено центральні постаті Благовіщення — Архангела Гавриїла та Діву Марію. Над вратами — Спас Нерукотворний, з боків — образи Богородиці з маленьким Ісусом та власне самого Христа Вседержителя.
На дияківських вратах — Архистратигів Михаїла та Гавриїла. На бічних іконах цього яруса — Іоан Предтеча та Три Святителя: Василія Великого, Григорія Богослова та Івана Золотоустого, зображені у повному архієрейському облаченні.
Центральне місце наступного дворядного ярусу, у якому розміщено зображення дванадцяти великих свят, займає ікона Тайної вечері. Особливою в цій групі образі́в та й у всьому іконостасі є ікона Воскресіння, яка зазвичай відсутня у православних іконостасах центральної та східної України.
Четвертим яросом, відповідно до православних канонів, є — апостольський. У центрі образ Христа Вседержителя у повному архієрейському облаченні на царському троні. Зображення дванадцяти послідовників Христа є типовими, щоправда — постаті не підписані.
У пророчому (п'ятому) ярусі в медальйонах вміщено лики дванадцяти старозаповітних пророків.
Значний іконографічний інтерес становить зображення однієї з іпостасей Святої Трійці — Бога-Отця як «ветхого днями».
Увінчує іконостас зображення Розп'яття з предстоячими: Богородицею та Іоаном Богословом. Сам хрест дещо незвичної форми — з дванадцятьма кінцями.

## Історія храму
На початку 1860-х років владиці Євгенію (Гакману), завдяки своєму авторитету, вдалося ініціювати розгляд питання щодо надання місцевій православній церкві статусу окремої митрополії, а також добитися дозволу на спорудження нової величної архієрейської резиденції. 20 серпня 1863 року Франц Йосиф I своїм указом затвердив план будівництва майбутнього архітектурного шедевру — Резиденції митрополитів Буковини і Далмації. Автором грандіозного проекту став молодий чеський архітектор Йозеф Главка. Одночасно було прийнято рішення й про будівництво Трьох-Святительської (семінарської) церкви, як невід'ємної частини архітектурного ансамблю.
Храм на честь Трьох Святителів Вселенських — Василя Великого, Григорія Богослова та Івана Золотоустого — почали зводити 19 квітня 1867 року, коли владика Євгеній (Гакман) урочисто заклав наріжний камінь.
Будівництвом церкви (1882) фактично було завершено спорудження всього архітектурного ансамблю резиденції. Діючий храм обслуговували студенти-богослови та їх викладачі-наставники.
У радянський період (1944-1991) культову споруду було закрито, а приміщення використовувалось як зал ЕОМ. Водночас, керівництву університету вдалося зберегти розписи та іконостас. Завдяки цьому пам'ятка збереглася до нашого часу практично у первозданному вигляді.

### Сучасність
У 1990-х роках богослужіння у Трьох-Святительській церкві, як парафіяльній УПЦ КП, були відновлені. У храмі звершуються практично всі церковні таїнства.
Богослужіння відбуваються щоденно. У будні: ранкове богослужіння починається о 7.45, вечірня — 16.00. В неділю: ранкова — 8.40. У святкові дні (що припадають на будень) — 7.40.
З особливою урочистістю відзначається храмове свято — Трьох святителів (30 січня).
У 2006 році було розпочато новий етап реставраційних робіт у Резиденції загалом і у храмі зокрема. Саме у цей час розпочато комплексну реставрацію куполів та даху храму, а також було замінено систему дощового водовідведення.
У 2009-2010 роках замінено систему опалення.
З 14 грудня 2019 року, відповідно до указу Предстоятеля Православної Церкви України Блаженійшого митрополита Київського та всієї України Епіфанія за № 820, храм переведений в канонічне підпорядкування Преосвященному архієпископу Чернівецькому та Хотинському Германові (Семанчуку).
З 02 лютого 2024 року належить до Чернівецько-Буковинської єпархії Православної церкви України.

### Клір храму
Відповідно до указів виданих 25 грудня 2019 року Високопреосвященнійшим архієпископом Чернівецьким та Хотинським Германом призначений клір храму Трьох Святителів м. Чернівці при Чернівецькому національному університеті ім. Ю. Федьковича:
протоієрей Миколай Щербань — настоятель храму;
протоієрей Миколай Лагодич — штатний священник;
протоієрей Миколай Шкрібляк — штатний священник.